# Віндзор (Мен)
Віндзор (англ. Windsor) — місто (англ. town) в США, в окрузі Кеннебек штату Мен. Населення — 2632 особи (2020).

## Демографія
Згідно з переписом 2010 року, у місті мешкало 2575 осіб у 1039 домогосподарствах у складі 721 родини. Було 1152 помешкання
Расовий склад населення:
| - 97,0 % — білих - 0,7 % — корінних американців - 0,4 % — чорних або афроамериканців - 0,3 % — азіатів |

До двох чи більше рас належало 1,4 %. Частка іспаномовних становила 0,8 % від усіх жителів.
За віковим діапазоном населення розподілялося таким чином: 22,3 % — особи молодші 18 років, 64,5 % — особи у віці 18—64 років, 13,2 % — особи у віці 65 років та старші. Медіана віку мешканця становила 42,1 року. На 100 осіб жіночої статі у місті припадало 97,9 чоловіків;  на 100 жінок у віці від 18 років та старших — 94,4 чоловіків також старших 18 років.
Середній дохід на одне домашнє господарство  становив 61 214 долари США (медіана — 55 025), а середній дохід на одну сім'ю — 62 506 доларів (медіана — 56 642). Медіана доходів становила 40 909 доларів для чоловіків та 34 028 доларів для жінок. За межею бідності перебувало 9,2 % осіб, у тому числі 9,2 % дітей у віці до 18 років та 7,4 % осіб у віці 65 років та старших.
Цивільне працевлаштоване населення становило 1244 особи. Основні галузі зайнятості: освіта, охорона здоров'я та соціальна допомога — 30,8 %, роздрібна торгівля — 17,6 %, будівництво — 11,6 %, публічна адміністрація — 11,2 %.